# Robert Buser
Robert Buser, född 6 oktober 1857 i Aarau, död 29 mars 1931 i Genève, var en schweizisk botaniker.

## Levnadshistoria
- 1877 studier vid Zürichs universitet
- 1884—1924 konservator vid de Candolle-herbariet i Schweiz, som fått sitt namn till ära av botanikern Augustin Pyrame de Candolle, grundaren av Genèves botaniska trädgård.
- 1897 gift med Charlotte Henriette Adèle Testuz

## Verksamhet
Robert Buser intresserade sig speciellt för arter av daggkåpesläktet (Alchemilla) och videsläktet (Salix), och var den som först lade märke till apomixis inom daggkåpesläktet.
Auktorsnamn Buser. Till hans ära har kaffesläktet (coffea) inom familjen Måreväxter (Rubiaceae) begåvats med synonymen Buseria.
Vid slutet av sin levnad blev han blind.